# مصريون في إيطاليا
هناك جالية كبيرة من مصريون في إيطاليا.

## الدين
المصريون في إيطاليا مسلمون بشكل عام. يفضل المهاجرون المصريون تزوج أبنائهم من المسلمين خاصة في حالة بناتهم. وتشير التقديرات في عام 2011 إلى وجود 20000 إلى 25000 مسيحي قبطي في إيطاليا، ويتركزون بشدة في منطقة ميلانو الحضرية.